# MoleCola (bibita)
La MoleCola è una bibita a base di noce di cola ideata a Torino nel 2012.

## Storia
L'idea di creare una cola italiana a chilometro zero, venne a Graziano Scaglia e Francesco Bianco nel 2012, prendendo spunto da un libro di ricette piemontesi del 1854. 
Avvalendosi di una collaborazione con l'aromatiere fiorentino Enrico Giotti, la MoleCola comincia a essere prodotta e distribuita nel gennaio 2012. 
Il primo locale a distribuirla è il M**Bun, seguito da vari locali del torinese. A ottobre del 2013 viene creata la versione senza caffeina pensata per i più piccoli. Durante il periodo estivo del 2014 la bibita comincia a essere distribuita nei supermercati, in particolare da Coop Italia ed Eataly; nello stesso periodo la produzione raggiunge il primo milione di lattine. 
Nel 2015 la MoleCola comincia a essere commercializzata a livello internazionale, arrivando fino in Australia.

## Prodotto
La ricetta e il sapore non si discostano molto dalle cole tradizionali: gusto pieno e dolciastro con retrogusto esperidato, frizzantezza moderata e colore caramello scuro.
La MoleCola viene prodotta a Fidenza (lattine) e Ormea (bottiglie in vetro). Lo zucchero proviene da aziende agricole di Veneto ed Emilia-Romagna del consorzio Italia Zuccheri.

### Varianti
- Classica (2012): la versione originale; la lattina e l'etichetta sono di colore rosso.
- Senza zucchero (2012): la versione senza zucchero, dolcificata tramite l'uso di sucralosio[2]; la lattina e l'etichetta sono di colore nero.
- Senza caffeina (2013): la versione senza caffeina; la lattina e l'etichetta sono bipartite obliquamente di rosso e verde. Fino al 2019 questa variante era denominata Bimbi nel quale logo le "O" della parola MoleCola erano riprodotte come due faccine disegnate da un bambino.
- Bio & Fair trade (2019): versione biologica e equo-solidale, creata in collaborazione con altromercato. Nella ricetta sono presente zucchero di canna e guaranà, la quale sostituisce la caffeina. Distribuita solo in bottiglia di vetro, l'etichetta è di colore marrone.

## Marchio

Il primo logo della Mole-Cola

Il nome è un gioco linguistico che unisce il richiamo al monumento simbolo di Torino, la Mole Antonelliana, e il nome della bibita "cola". Le due parole unite, inoltre, ne creano una terza, molecola. Il primo logo riprendeva la silhouette della Mole Antonelliana. Il restyling del 2018 ha semplificato l'immagine linearizzando il testo, rimuovendo il disegno stilizzato della Mole e aggiungendo una piccola linea recante il tricolore italiano.
Mentre nell'ultimo restyling del 2023 il logo assume forme più morbide e dolci, la bandiera italiana è creata da 3 tappi che riprendono il tricolore. Il claim diventa ITALIANA VERA.

## Confezione
La MoleCola viene distribuita in lattina da 33 cl (dal 2012), in bottiglie di vetro da 33 cl (dal 2017) e 75 cl (dal 2019). 
La lattina è di forma allungata (slim can), tinta unica satinata e con il logo impresso.
La bottiglia in vetro, progettata dallo studio creativo torinese Curve Creative Studio e denominata 90-60-90, si presenta forme tondeggianti e decorazioni zigrinate antiscivolo a "spina di pesce" sulla superficie; le fonti d'ispirazione di tale design sono le curve delle dive anni ’50, per quanto riguarda il nome e la forma della bottiglia, e i tessuti della sartoria italiana, per quanto riguarda i dettagli della lavorazione del vetro. Nel 2018, la bottiglia vince due medaglie d'oro alla premiazione annuale dell'International Design Awards, nelle categorie Material Design e Manufacturing Design per la sezione design industriale.

## Responsabilità sociale
La società si è impegnata sin dagli inizi a mantenere la produzione in Italia, a partire dagli ingredienti fino al confezionamento; laddove gli ingredienti non siano reperibili in Italia (zucchero di canna, guaranà, noci di cola) l'azienda si avvale di commercio equo e solidale.
Dal 2013 sostiene l'associazione umanitaria italiana Renken ONLUS, impegnata in un progetto per l’educazione, la formazione e la tutela dei bambini del Senegal. Tramite la stessa associazione, l'azienda acquista le noci di cola.
Dal 2019 l'azienda ha rinunciato all'uso di materie plastiche nel ciclo produttivo.

### Certificazioni
- Italcheck[6]
- Certificazione biologica europea (versione Bio&Fair Trade)